# جون ه فانينغ
جون ه فانينغ (بالإنجليزية: John H. Fanning)‏ (و. 1916 – 1990 م) هو محامي أمريكي، توفي في واشنطن العاصمة، عن عمر يناهز 74 عاماً.